# Пёнтек, Томаш
Томаш Пёнтек (пол. Tomasz Piątek, родился 19 сентября 1975 в Освенциме) — польский хоккеист и хоккейный тренер, игравший на позиции защитника.

## Игровая карьера
Выступал в 1990-е годы за команду «Уния» из Освенцима. В 2001 году приехал в США и стал готовиться к переходу в команду «Юта Гриззлиз» из АХЛ, однако из-за травм в области живота и паха досрочно завершил игровую карьеру в возрасте 26 лет. В сборной Польши выступал на чемпионатах мира с 1998 по 2001 годы.

## Тренерская карьера
Травма вынудила Пёнтека заняться тренерской деятельностью. Он посещал тренерские курсы Вячеслава Фетисова, его преподавателем был Виктор Барышевцев. С 2007 года он стал работать тренером детских команд, в том числе и клуба НХЛ «Нью-Йорк Рейнджерс». Вскоре он вернулся в Польшу и стал помощником тренера в родной «Унии», в марте 2012 года стал тренером детской команды и работал им до конца сезона 2012/2013. Занимается развитием детских хоккейных школ в Польше.

## Достижения
- Чемпион Польши: 1998, 1999, 2000, 2001
- Серебряный призёр чемпионата Польши: 1995, 1996, 1997
- Победитель Кубка Польши: 2000
- Победитель первого дивизиона чемпионата мира 2001 года